# Eurocopter
Eurocopter este o companie europeană din înființată în 1992.
Eurocopter este divizia constructoare de elicoptere a concernului european EADS - una din primele trei companii din industria aero-spațială mondială.
Prezența sa consistentă pe piețele din întreaga lume este asigurată de cele 16 sucursale situate pe cele cinci continente.
În prezent (iulie 2008), în întreaga lume sunt utilizate peste 9.500 de elicoptere Eurocopter, care survolează spațiul aerian din 139 de țări, deservind circa 2.500 de clienți.
Grupul Eurocopter deține 62,5% din compania Nato Helicopters Industries, producătorul NH-90, cele mai importante elicoptere din dotarea NATO.
Număr de angajați în 2008: 13.000
Cifra de afaceri în 2005: 3,2 miliarde de euro

## Eurocopter în România
Compania Eurocopter are o filială și în România, înființată în 2002, la care IAR Ghimbav deține o participație de 49%.
Asigurând asistență și întreținere pentru elicopterele EC la nivel mondial, EC România și-a dublat cifra de afaceri în fiecare an de la înființare, ajungand în 2005 la 9,2 milioane de euro.
În anul 2009, Eurocopter România a avut o cifră de afaceri de 26 de milioane de euro și un rezultat net de aproape 2 milioane de euro.